# Markthalle (Couhé)

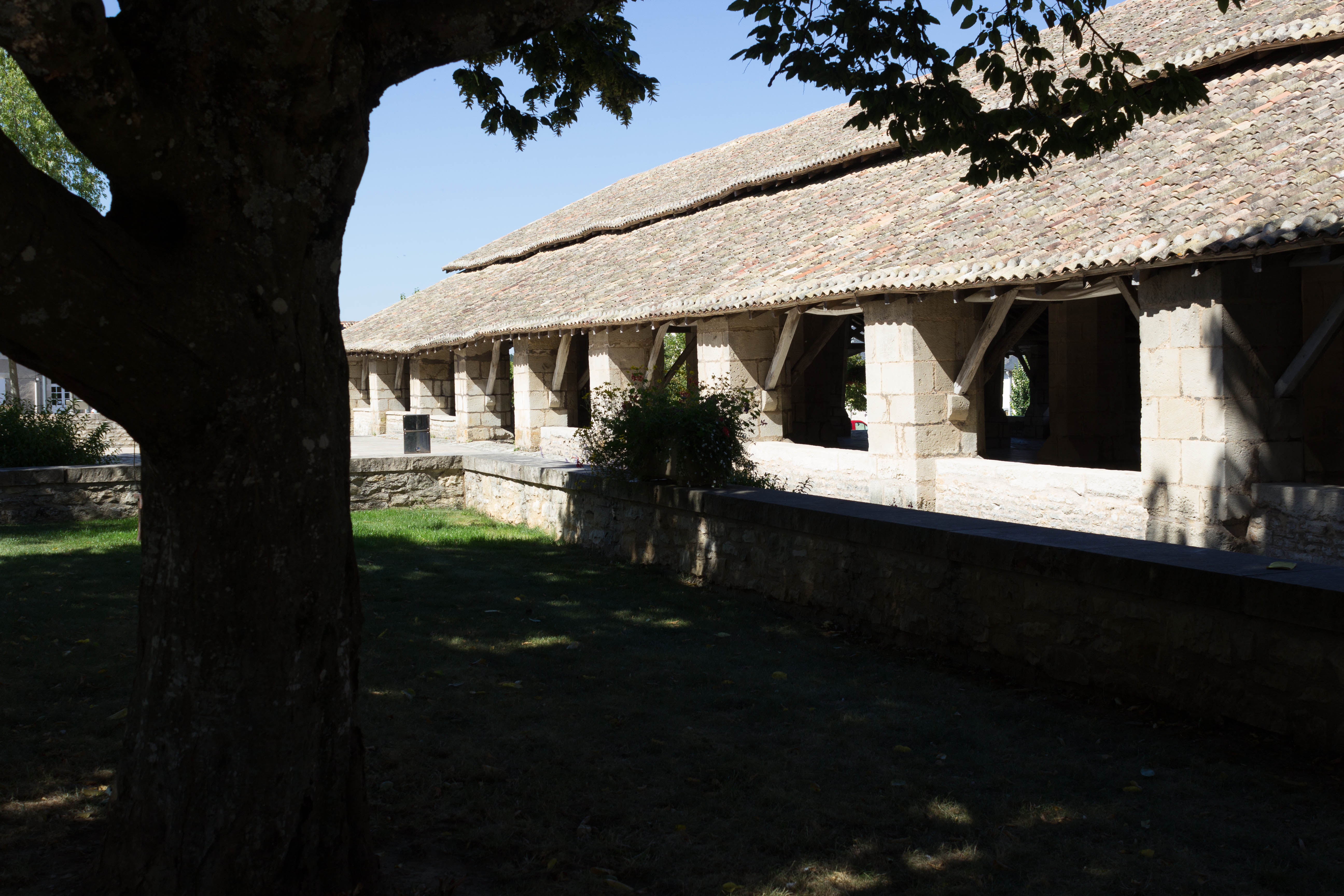
Markthalle in Couhé

Die Markthalle in Couhé, einem Ortsteil der französischen Gemeinde Valence-en-Poitou im Département Vienne der Region Nouvelle-Aquitaine, wurde im 1580 errichtet. Im Jahr 1941 wurde die Markthalle an der Place du Château als Monument historique klassifiziert.
Die Markthalle besteht aus drei Schiffen, die durch 56 Steinpfeiler in 13 Bereiche untergliedert werden. Die an allen Seiten offene Halle wird durch ein Satteldach gedeckt.
Der Ort war seit dem 11. Jahrhundert für seine regionalen Märkte bekannt.